# 聖なるかな
『聖なるかな』（せいなるかな）は、2007年8月3日にザウスより発売された18禁転生神話SRPGゲームと、そのシリーズ。前作『永遠のアセリア』に続く「永遠神剣物語第二章」とされる。
2008年7月25日に、ヒロインたちのその後を描いた『聖なるかなスペシャルファンディスク』が発売された。

## 概要
『永遠のアセリア』の続編として位置づけられているSRPGである。主要登場人物は前作と異なっているものの、世界観は共通、前作の人物も登場する。
シミュレーションとADVからなるパート構成などのシステムは継承されているが、前作では1つの世界で話が進んでいくのに対し、今作では複数の世界を渡り歩いていくストーリー展開になっている。主人公とその仲間たちだけではなく、学園ごと異世界に飛ばされているので学園群集劇のような趣があるが、主人公・攻略キャラの側を中心に描写されており、他の生徒たちへの影響などの描写はかなり少ない。
冒頭で描かれる前世の光景では登場人物が異世界語を話すため、プレイヤーには状況が正しく把握できない。この演出は前作に倣ったものだが、本作品では文章も架空の「なるかな文字」で表記されるため発音すらわかりにくくなっている。2周目のプレイでは前世でも音声や文章が日本語になる。3周目以降は、ゲーム開始時に日本語と異世界語の好きなほうを選ぶことができる。
情報画面のプロフィールやスキルの紹介などによって膨大な量の設定が明かされているが、ストーリーで明示されるのはその一部である。また、前作に比べて性描写がだいぶソフトな上に回数が抑えられている。シミュレーションパートは前作を純粋に進化させ、不満点を概ね解消したものとなっている。ただし、SRPGの性格上、一度体験した戦闘を再プレイ時にスキップすることができず、プレイ時間がノベルタイプのゲームに比べ、非常に長くなっている。また、ラストバトルの音楽では、前作のメインテーマをアレンジした「永遠のアセリア〜聖なるアレンジ〜」が使用されている。
企画段階では源平の戦いを題材にしており、主人公が平安時代にタイムスリップして平氏側に味方するという内容だった。提案者である吉田ユースケ自身が「なんかありきたり」と判断したため廃案になったが、一部のキャラクターデザインにはこの企画案が反映されている。味方キャラクターのスバルは源義経、敵のエデガは源頼朝、ベルバルザードは武蔵坊弁慶が原型になっている。
なお、マップでは3Dを使用しているのでDirectX9.0cに対応するグラフィックシステムが必須である。

## ストーリー
主人公、世刻望は自分の中に潜む何かにおびえてはいたが、嫉妬深いが世話焼きな幼馴染や自分のことを弟のように可愛がる生徒会長、友人たちのおかげで平穏無事に学校生活を満喫していた。しかし、その裏側では様々な陰謀が進行していた。望の力を利用しようとする「光をもたらすもの」と親友である暁絶の策謀、それは学園祭の準備で盛り上がっている物部学園内で頂点に達し、望と希美の力の発現によって学園と学園の中にいた人々ごと異世界に飛ばされてしまう。こうして、望は元々の世界に帰るために神剣「黎明」を振るい戦うのであったが、揺れ動く世界の中で望の心に様々な想いが芽生えるのであった。

## システム
アドベンチャーパート
主にキャラクター同士による会話で物語が進行する。選択肢はどれを選んだかによって物語に影響を及ぼす。
シミュレーションパート
部隊（ユニット）を率いて敵の拠点を攻め、占領していく。行動順はIPによって決まり、これが高いと次に行動順が回ってくる間隔が短くなる。このパートではユニットの運営以外に、キャラクターのレベルアップなども行える。ミッションによりクリア条件は異なり、一定の条件を満たすとクリアボーナスが得られる。戦闘で1つのユニットが全滅するとゲームオーバー。
バトルパート
最大3人1組となってパーティーを結成して敵パーティーと戦う。攻撃を担当する「アタッカー」、防御を受け持つ「ディフェンダー」、後方支援を行う「サポーター」と役割分担がされており、これらは戦闘中にそれぞれ交代することもできる。また、3人の役割を1人で行うオールラウンダーという役割もあり、全ての役割を1人で行うためにロール交代は不可能だが、代わりにスキルチェンジが可能になっている。ただし、対アタッカーや対サポーター攻撃も一人で受けることになるので、オールラウンダーには高い能力が必要とされる。ディフェンススキルを発動できないと攻撃がクリティカルとなって大ダメージを受けることになるため、ディフェンダーを巡る攻防が戦闘の鍵になる。
攻撃や防御、サポートはスキルによって行なう。スキルには回数制限があり、回数は拠点に留まることによって回復する。3つまでしか使えないのは前作同様であるが、前作では新しいスキルを手に入れると上書きされたスキルはそのまま消えていったが、本作では保管ができ、戦闘中以外なら交換ができるようになった。
ダメージにはマテアリル（物理）とフォース（理力）の2種類があり、対マテリアル値が高くても対フォース性能が低ければ大ダメージを受けるし、逆もまた真である。このため両方に対するスキルがあれば有利である。
聖なるかなの特徴としてはリメイニングゾーンが設けられたことである。これは特定のアクションに応じて発動されるスキルを一時的に置いておける場所で、うまく使えばサポーター二人分の働きができる。一例を挙げればアイクシルアローα（バニッシュスキルを無効化する）を設置することによって、他のサポータースキルを使用時に相手がバニッシュスキルを使ってきても無効化して無事に発動させるという戦法を敵部隊がしばしば使ってくる。
特性は以下の通り。
白
イメージは光、または雪。攻守共にバランスが取れたスキルが多いのが特徴。ディフェンススキルは特定の色属性の攻撃を無効化するプロテクション系のものや、ダメージと同時に回復するリディネス・リバース系のものがある。サポートスキルは基本的にバニッシュされない性質を持ち、能力上昇系を中心に、敵のロールチェンジを禁止したり、自身のマナを味方に分け与えるといった支援スキルを持つ。
青
イメージは水、氷。物理攻撃に特化しているがアタックスキルの使用回数が少なめであることと、防御力が低めであることが難点。サポートスキルは相手のサポートスキルを妨害するバニッシュ系が大半を占める。今作ではダメージのマテリアル・フォース分化に伴って前作より攻撃の要としての立場は低くなった。一方、赤に次いで優れる対フォース防御から、ディフェンダーとしての運用も視野に入れられるようになった。
赤
イメージは炎。理力、抵抗力に特化しているのが特徴。HPが低いので基本的にディフェンダーには向いていないが、対フォース防御に優れ、被ダメージの一定割合を相手に反射するカウンター効果があるものや、対フォースに特化したディフェンススキルがあり、フォース攻撃には十分対応する能力を持つ。また、フォースによる対HP効果の高いアタックスキルを習得するため、前作とは違いアタッカーとしても十分運用ができる。サポートスキルは強力な攻撃魔法が中心だが、今作ではフォース効果の高いディフェンススキルで対応できるようになっている。
緑
イメージは木、大地、風、雷。HPとマテリアル防御に非常に優れている反面フォース攻撃には無防備。本作ではアタッカーがフォースによる攻撃も絡めてくるため、前作より守りの要としての立場は低くなった。攻撃面もマテリアルに偏重しており、特定の属性ダメージを無効化するプロテクション系ディフェンススキルを貫通するアタックスキルを持つ。サポートは回復系、防御強化が中心だが、一部に全体攻撃可能なスキルを持つ。IPが低く、行動速度が遅いことが難点。
黒
イメージは闇、月。
スキルは攻防ともにマテリアル・フォースのバランスがよい。また、サポーターやアタッカーを直接攻撃可能なスキルや、敵の現HPに対する一定割合が攻撃力となるスキルも多い。ディフェンススキルは高いカウンター効果を持つほか、防御した際に相手のマナを減らす特殊効果を持つものもある。サポートスキルは全体的にバニッシュされない性質を持ち、敵の能力を低下させるものや、敵サポーターを狙い撃ちにするインパクト系を中心に、リメイニングゾーンを利用し敵味方のアタックスキルやディフェンススキルに応じて発動するタイプも多い。またIPに優れ、行軍速度の早さも特徴の一つ。

## 登場人物

### 主要人物
世刻 望（せとき のぞむ）（声：島崎比呂）
生誕分枝世界：元々の世界
前世：破壊神/ジルオル･セドカ
「聖なるかな」の主人公。物部学園に通う高校生。前世である破壊神ジルオルとしての意識に抗い、人としての意識を保とうと葛藤している。真面目で思慮深い性格をしており、問題を多角的に判断することができる。故に今の自分の状況に恐怖を感じている。沙月をはじめとしたヒロインからは一様に好意を寄せられているが、鈍感なため気付いていない。その鈍感さゆえに不用意な発言をし希美から「のぞみんパンチ」を喰らうのが日常かつクラスの名物となっている。また、親友である絶への想いは絶が敵になってしまってからも変わらず、沙月や希美から嫉妬や疑惑の対象となることも。前世の夢を見ることになったきっかけは、幼い頃希美と一緒に命の危機に会い、そのときにジルオルの力を瞬間的に発動させたため。さらにその直後に、同じくファイムの力が発動した希美に殺されかけた。
永遠神剣：第五位『黎明（れいめい）』
二刀一対からなる望の永遠神剣。一振が「昼」を、もう一振が「夜」を表しており、互いの反発を利用して強力な威力を発揮する。絶の『暁天』と対を成す神剣。かつてナルカナがジルオルのために作り出した神剣で、ナルカナが所持していた『叢雲の力』で本体であるレーメの器。一本に合体して使用することもある。
守護神獣：天使『レーメ』（声：佐倉江美）
属性：白
身長18cm程度の小さな少女の姿をしている望の守護神獣。永遠神剣『黎明』の象徴たる存在。望から『黎明』をもじって「レーメ」と命名された。態度はデカイが、望からは何かにつけて「チビ」と呼ばれ、いつも腹を立てている。望との精神的結びつきが強いため、言葉を使わずとも距離に関係なく直接互いの精神に語りかけることが出来る。パートナーである望へ好意を抱き、希美や沙月をライバル視している。望の肩と頭の上がお気に入り。非常に好奇心旺盛でさまざまな事柄に興味を持ち、望にしばしば「下世話神獣」などと呼ばれる。希美たちには、その容姿から「ちゃん」付けで呼ばれている。『叢雲の力』の本体だが、そのことは全て忘れている。

叢雲のノゾム
叢雲と契約してナル・エターナルとなった望。『叢雲』と1本にまとめた『黎明』の二刀流で戦う。ナル化の影響で常に暴走の危険をはらむが、それを強靭な精神力で抑えている。本来望には『叢雲』を操るだけの資質はなかったが、ジルオルの試練を乗り越えたことによって神性が極限までに強化され、それを可能とした。
永遠神剣：第一位『叢雲（むらくも）』
『聖威』によって砕かれた『叢雲の力』、『叢雲の器』、『叢雲の意思』が再び一つになり、本来の姿に戻ったもの。『力』、『器』、『意思』とはそれぞれレーメ、沙月、ナルカナのことを指す。
永遠神剣：第五位『黎明（れいめい）』
エターナル化した際一本にまとめた。さらに「叢雲」と1つにすることもできる。
守護神獣：熾天使『聖レーメ』（声：佐倉江美）
属性：白
望のナル・エターナル化に伴い進化し、『叢雲の力』として完全に覚醒した姿。衣装や顔立ちは幾分か大人っぽくなっているが中身は以前のまま。

斑鳩 沙月（いかるが さつき）（声：白井綾乃）
生誕分枝世界：不明
前世：誕生を司る太陽神/セフィリカ・イルン
望の通う物部学園の生徒会長で、同時に学園のアイドル的な存在。学園が異世界に飛ばされてからも持ち前のリーダーシップを発揮し、学園のみんなを引っ張っていく。お節介で世話好きで少々見栄っ張りな性格。掃除、洗濯は得意だが、料理は余計な独創性を加えようとするため、希美曰く「人間が食べていいものじゃない」レベル（ただし中には食べられる物もあるので一種のロシアンルーレット）。また、絵も非常に下手で彼女による図解入りの説明は理解に苦労する。同じ転生体である望を弟を見るような感覚で何かと気にかけている。今、1番の悩みは望に好意を抱いている希美から一方的にライバル視されていること。その正体は『叢雲の器』として管理神によって調整、生み出された神造人間で、さらにそこにセフィリカを転生させられた。その後管理神の1人であったサルバル（サレス）に連れ出されて旅団に入り現在に至る。
永遠神剣：第六位『光輝（こうき）』
光で構成された沙月の永遠神剣。実体を持たず、自由に形を変えられる。普段は片手剣と盾の形。
守護神獣：ケンタウロス『ケイロン』
属性：青
ケンタウロス型のロボット騎士といった風貌をしている沙月の守護神獣。永遠神剣『光輝』の象徴たる存在。その身体に光と水の力を宿す。見た目のかっこよさもあって、ケイロン自身も戸惑うほどに沙月の大のお気に入り。沙月よりギリシャ神話のケンタウロスに因んでケイロンと命名された。沈着冷静で思慮深く無口な性格をしており、沙月の父親のような感覚でいる。沙月をジロジロみる者を細かくチェックし、変に近づいてきそうな男は悪く伝えるため、沙月に彼氏が出来たことがない。人目につかない状況では生徒会業務を手伝っていたりもする。

永峰 希美（ながみね のぞみ）（声：青山ゆかり）
生誕分枝世界：元々の世界
前世：北天神･救世の女神/ファイム・ナルス
望の隣に住んでいる同日に生まれた幼なじみ。両親同士も仲がいいため、同じような名前を名付けられた。あだ名は「のぞみん」。少々人見知りするが、基本的に明るく優しい性格。料理と日記を付けることが趣味で、特に料理は物部学園の料理隊長も勤めている。昔から望のことが好きで、自分の気持ちに気づいて貰うために色々と努力をするも空振りしているが、最終的に隣にいるのは自分しかいないと思い込んでいる。得意の「のぞみんパンチ」は最大で望を教室の天井まで飛ばしたあと4バウンドさせるほどの威力を誇る（いくつかの机や椅子は巻き込まれ、それを片付けるのは望の役割らしい）。貧乳であることを気にしている。昔、一度だけ前世の意志が目覚めたことがあり、そのとき望を殺しかけたが本人は覚えていない。所有する神名『相克』の性質上、望の『浄戒』が強まる度に自身もそれへの破壊衝動に蝕まれ苦しむことになる。
永遠神剣：第六位『清浄（せいじょう）』
槍と鎌がくっついたハルバードのような形状をした希美の永遠神剣。その長大さに反し、戦闘においては希美の意志によってある程度自由に操作出来るため使い勝手はよい。
守護神獣：次元くじら『ものべー』
属性：緑
「次元くじら」という巨大な白い鯨の姿をした希美の守護神獣。永遠神剣『清浄』の象徴たる存在。その背中に、物部学園の敷地全て（運動場や体育館などを含む）を丸ごと載せてまだ充分に余りある程の巨体。物部学園で誕生し、また学園を運んでいることに因んで、主である希美から「ものべー」と名付けられた。性格はのんびりとしていて臆病者。「ぼえぼえ」と鳴くのみで話すことは出来ないため、意志の疎通が難しいが、希美とは精神を介して意志疎通が出来ている。背中に生えた木の根を物部学園に絡ませがっちりと掴んで一体化しており、学園と共に分枝世界へ移動を行う。その巨体故にそのままでは行動を共にすることができない場合があるが「魂（ウィル）」を一部切り離して「ちびものべー」にすることで常に希美と一緒にいることができる。学園に水道や電気を供給するだけでなく、挙句の果てには自身の周囲に太陽を創ってしまうなど、皆が唖然とするほどの超絶ウルトラハイスペック神獣。望や希美のことは好きらしいが、猛烈な熱意を見せるカティマを怖がっている。

暁 絶（あかつき ぜつ）（声：中田純）
生誕分枝世界：枯れた世界
前世：復讐の神/ルツルジ･ソゾア
望の親友。「元々の世界」で、物部学校に通い望たちの隣のクラスだったが、出身は「枯れた世界」と呼ばれる、「理想幹神」により滅びが宣告された世界であり、絶は「枯れた世界」で最後に誕生した子供で唯一の生き残り。唯一の生き残りである理由は、理想幹神への復讐を望んだ「枯れた世界」の住人全てを殺し、それによって力を得たため。自ら神剣に命を捧げた「枯れた世界」の仲間達の思いを背負い、自身の神獣「ナナシ」のみを引きつれ単独で時間樹間を移動しながら独自に行動している。
望に近付いたのは力を覚醒させてそれを利用するためだったが、学園で望達と過ごした時間は充実したものであった。望の「浄戒」の力により「滅び」の神名を断ち切られ滅びの運命から開放されたことと、目的の一致から旅団に協力することになる。また、沙月と希美による登下校中の望争奪戦時には望に対して助け舟を出さないばかりか、後にその様子を自分しか知らない取っておきの話のネタとして提供しようとする。
心配したユーフォリアを「うるさい、黙れ」とあしらったため唯一「あんた嫌い」と言わしめた。ただし、その後は嫌いと言ったり避けられたりしていないため言っただけでそれほど嫌いというわけではないもよう
永遠神剣：第五位『暁天（ぎょうてん）』
日本刀の形状をした絶の永遠神剣。
守護神獣：堕天使『ナナシ』（声：野神奈々）
属性：黒
望の神獣「レーメ」と同じタイプの神獣で、身長18cmほど（空間を操作してサイズを小さくしているだけで本来は人間と同じサイズ）の少女の姿をした絶の守護神獣。永遠神剣『暁天』の象徴たる存在。真面目で寡黙な性格で、空間制御をはじめとする非常に高い能力を有している。同じ天使型守護神獣であるレーメとは性格は合わないが神獣としての相性はいい。また、レーメと同様に主である絶に好意を抱き1人で宿命を背負おうとする彼のことを気にかけているが、あくまでも神獣としての使命に殉じ、彼の願いを果たさせようとする。かつてサルバルによって回収された『叢雲の力』の一部。

### 旅団
サレス＝クウォークス（声：皇帝）
生誕分枝世界：不明
前世：北天神･真理の神/サルバル･パトル
「旅団」のリーダー。沙月やナーヤの師匠でもある。冷静沈着で寡黙な性格をしており、必要なこと以外はほとんど喋らない。「光もたらすもの」の全滅を目的とし行動し、目的をためなら手段は厭わない、と設定されているが少なくとも本編中にそのような冷徹な面を見せることはいっさいなく、むしろ旅団のメンバーのことは常に気にかけており、ユーモアを解することもできる。シナリオによっては貧乳フェチ疑惑が浮上する。かつてはサルバルという名で3人の管理神の1人であったが、他の2人との思想の違いから管理神を辞め、彼らの野望を阻止するために旅団を立ち上げ現在に至る。このとき、『叢雲の器』として造り出された沙月も連れ出している。また、その記憶の多くは失われているが時間樹創造時の最初の5人の1人でもあり、ジルオル、セフィリカ同様ローガスから『聖威』に提供された時間樹外存在である。
永遠神剣：第五位『慧眼（えげん）』
本の形をした永遠神剣。内容はサレスにしか理解できないらしい。
守護神獣：トレント『賢明なる巨人』
属性：緑
年老いた樹と岩で構成されたサレスの守護神獣。永遠神剣『彗眼』の象徴たる存在。見た目とは裏腹に、無から命を生み出すほどに絶大なる力と高い知性、見識を有しており、観測者として世界中のあらゆる事象をその体内に記憶し続けている。ただし、自身が認めた者にしか、その知識を分け与えることはない。取り澄ましていて、大抵の人間を相手にしない。しかし、「ファンディスク」で出雲で見せた行動はソルラスカ達を驚嘆させた。

ヤツィータ（声：金田まひる）
生誕分枝世界：不明
前世：北天神･誘惑の神/ヤジェンダ･ダルゾ
「旅団」のナンバー2。様々な医療技術を修得していることから、物部学園では保険医を勤め、その優しく献身的な性格から生徒達に絶大な人気を誇る。酒を非常に好み、臨時顧問を務める茶道部の備品と称して保健室の中まで持ち込んでいる。酔いが回ると脱ぎたくなるらしい。実は記憶喪失であるため、仲間との絆をなにより重視しており、それを失うことを恐れている。
永遠神剣：第六位『癒合（ゆごう）』
ランタンの形をした永遠神剣。しかし、実際の本体は、ランタンの中で決して消えることのない炎の方である。ヤツィータ以外の者が触れると大爆発を起こすという危険極まりない性質を持っており、その性質をいかしてランタンそのものを敵に投げつけたり、ランタンから炎を切り離し、炎獣を創り出して攻撃したりする。
守護神獣：レッドドラゴン『炎翼バラスターダ』
属性：赤
神獣の中では希少といえる龍の姿をした神獣。永遠神剣『癒合』の象徴たる存在。神炎と呼ばれるほど、強力な炎の力を宿し、荒々しい外見をしているが見た目に反して高い知性を有し、穏やかで理知的な性格。ただし、主であるヤツィータを愛しているため、ヤツィータを困らせるモノに関しては、非常に凶暴になるらしい。人間の女性の裸が好きで、ヤツィータの裸も見ようとしているが、鉄壁の防御の前に未だ成功していない。

カティマ＝アイギアス（声：桜川美紅）
生誕分枝世界：剣の世界
前世：北天の剣神/アルニーネ･アケロ
剣の世界において、滅亡したアイギア王国の王女。王国復興のため、アイギア王国に代々伝わる呪われた剣と鎧を身に纏い、反乱軍の先鋒として戦っている。生真面目で信念と騎士道精神に重きを置く、非常に強い正義感の持ち主。さばけた性格をしているが、元々は王女であるため社交性も抜群で、とても優雅に振舞うことも出来る。たまに言葉の端に棘を含ませることもある（主にソルラスカとタリアに対して）。見た目の線は細いが力は強く、腕相撲で負けたことがない。望達との生活では、お姉さん的なポジションになり、喧嘩になると仲裁役を買って出ていると設定にあるが、作中では望を巡る争いに参加していいポジションを確保することもあり、望への想いを込めた発言も多い。女の子らしくかわいいもの好きで、希美の神獣「ものべー」が大好きであり、特にちびものべーを前にしたときは正気を失いかけ、さらにレーメが加わると無条件でダイブする。人気投票では3位だった。
永遠神剣：第六位『心神（しんしん）』
黒い刀身と厚い刃を持った片刃の大剣で、カティマの永遠神剣。非常に重量があるうえ、戦闘時には刃を激しく振動させることで強力な威力を発揮するが、それだけに扱いが難しい。旅団に所属する永遠神剣の中では探知能力に長けているらしく、カティマの技量もあって索敵面で活躍することも多い。
守護神獣：ホラーエレメンタル『アイギアス』
属性：黒
全身が影で出来ているカティマのホラーエレメンタル型守護神獣。永遠神剣『心神』の象徴たる存在。アイギア王国に伝わる剣の神獣。カティマ自身の怒りや憎しみに対して過敏に反応し攻撃を行ってしまうきらいがある。そのため、強い自制心を得ることが出来たので、カティマはそのことに感謝している。カティマに従順で、甘えて刃や体を拭いて貰うなど凶悪な見た目とは反した性格をしているが、アイギアス自身はそれを人に見られることを恥だと思っている。

タリア（声：韮井叶）
生誕分枝世界：多層の世界
前世：北天神･成長の神/シェミン･プルト
旅団メンバー。冷静な視点と冷ややかな感情によりお目付け役的な立場に立つことが多いが、本来は優しい性格。戦う覚悟の薄い望たちのことを、あまりよく思っていない。ソルラスカとは喧嘩が絶えない仲。対照的にサレスには憧れと尊敬の念を抱いている。手芸（特に編物）を趣味としているが、意外と思われることを非常に気にしている。時折、空気を読まない発言をし周囲の反感を買うこともある。レーメ曰く「小姑」。潔癖症に見えるが掃除は苦手。
永遠神剣：第六位『疾風（はやて）』
薙刀型をしたタリアの永遠神剣。その刀身は常に風を纏っている。
守護神獣：大くらげ『漂う泡』
属性：青
巨大なくらげの姿をしたタリアの守護神獣。永遠神剣『疾風』の象徴たる存在。頭はいいが、知識の記憶容量が非常に少なく、直前まで考えていた事でさえ忘れてしまう。しかし、ソルラスカにイカ呼ばわりされた事は未だに根にもっている。

ソルラスカ（声：木島宇太）
生誕分枝世界：争いの世界
前世：北天神･闘争の神/サジタール･ゼヒル
高い身体能力を持つ旅団メンバー。争いの続く自身の生誕世界で天下を取りたいという野望をもっており、そのためにもまずは世界を救おうと考え行動している。がさつで乱暴者だが、情に厚く涙脆い性格。またサバイバル技術に秀でており、物部学園の生徒達の兄貴的存在。望のことをライバル視しつつも義兄弟の杯を交わしている。タリアとは喧嘩が絶えないが実は気になっている。レーメ曰く「イノシシ」。旅団の「バカ組」の一人。
永遠神剣：第六位『荒神（あらがみ）』
両手に装着する、三本の鉤爪型をした特殊な形状を持つソルラスカの永遠神剣。リーチは短いが黒い牙との連携や自身の身体能力でカバーする。
守護神獣：ウルフ『黒い牙』
属性：黒
三本の尾と一対の翼を持つ狼の姿をしたソルラスカの守護神獣。永遠神剣『荒神』の象徴たる存在。高い知性を持つ紳士的な神獣で、性格が対照的なソルラスカとは友人のような付き合いをしている。クロというあだ名で呼ばれることを好んでないが、名前ウィンドウの表記を見られるようにすっかり「クロ」で定着しており、好意を寄せているフィロメーラに「黒い牙」ではなく「クロ様」と呼ばれた時には沈没していた。

ルプトナ（声：大野まりな）
生誕分枝世界：精霊の世界
前世：なし（ナルカナによって生み出される）
精霊の世界で人間側と対立する、精霊側の少女。人間側からは「滅びの魔女」「滅びをもたらすもの」などと呼ばれている。幼い頃に神獣を率いる覚醒者となったため、人間と離れ1人で生活してきた。性格は非常に子供っぽく、単純で熱血漢。そのためソルラスカとは馬が合うよう。人間と関わらず生活してきたため、信用した人間以外は近寄らせない。初めは望達と敵対していたが、後に仲間となり、自分を助けてくれた望に好意をよせる。嫉妬深さは希美や沙月と同レベル。ボクっ娘である。実は離れ離れになったジルオルを探しだすためにナルカナによって作られた存在。出会ったときにジルオルがすぐ思い出せるようにナルカナに似せて作られている。その目的のために分枝世界を渡り歩く運命を背負わされていた。ジルオルに出会うまでは歳をとることはないので見た目よりも実年齢が高いものと思われている。なお、ナルカナの適当さによって世界を渡り歩く際に今まで覚えた記憶や技術などは忘れてしまう上、ナルカナ本人がルプトナを作り出したことを忘れている。旅団の「バカ組」の一人でソルラスカ以上のバカ。
永遠神剣：第六位『揺籃（ようらん）』
靴の形をした永遠神剣。気合を入れると水の刃が発生する。このためルプトナの攻撃は蹴りが主体となる。
守護神獣：リヴァイアサン『海神（わだつみ）』
属性：青
リヴァイアサンの姿をしたルプトナの守護神獣。永遠神剣『揺籃』の象徴たる存在。穏やかで老練な言動をし、ルプトナからは「じっちゃん」とよばれている。ルプトナの初期化と同時に記憶をリセットされてしまうので、新世界につくたびに同じようなやりとりを繰り返していた。

ナーヤ＝トトカ・ナナフィ（声：本山美奈）
誕生分枝世界：魔法の世界
前世：南天神･五穀の神/ヒメオラ･オーリ
まだ少女ながら、魔法の世界・支えの塔ザルツヴァイの大統領。大統領としての手腕は確かだが、普段は脳天気で型破りな性格。比較的転生前の記憶を多く取り戻している。ルプトナと仲がよくいつも一緒にいる。ネコミミであるが「写しの世界」では誰からも突っ込まれなかったらしい。また、見かけによらず大食漢。
永遠神剣：第六位『無垢（むく）』
モーニングスターの形状をしたナーヤの永遠神剣。ナーヤの稚拙な近接戦闘を補助してくれる。
守護神獣：魔法機械『クロウランス』
属性：赤
圧倒的火力を誇るナーヤの機械型守護神獣。永遠神剣『無垢』の象徴たる存在。元々は質素な作りだったが、ナーヤの改造によってミサイルポッドやレーザー砲が大量に付けられている。本人は割と気に入っている様子。ナーヤ曰く「お茶目」。

悠久のユーフォリア（声：安玖深音）
誕生分枝世界：ファンタズマゴリア
「永遠のアセリア」の主人公・ユウト（高嶺悠人）とアセリアの娘であり、生まれながらのエターナル。愛称はユーフィーだがそれを呼ぶのは両親しかいない（時深は一緒にいるときはあるが名前を呼んでいない、望は一時的にそう呼んだことがある）。今回がカオス・エターナルとしての初めての任務だったが魔法の世界について早々事故に巻き込まれ記憶喪失になってしまう。天真爛漫で子供っぽい性格をしており、「みんなを困らせるような悪者は許さない」程度の単純な思考しかないが、一方で礼儀正しい優等生タイプ。彼女の手伝う保健室はより大繁盛することになる。人気投票では1位。ナルカナルートではED後ロウ・エターナルになり、それがエターナル間での争いを激化させることになる。『悠久』と共に『調律』の転生体として生まれたエターナル。
記憶喪失のため本来の力が出せないが、各ED後には記憶が戻った模様。
また自身が父親に似ていると称した望に一番懐いており、頭を撫でられただけで安心しきって眠ってしまった。その際眠りながら甘えるという特技を披露した。
アタックスキルの「プチコネクティドィル」と「プチニティリムーバー」はそれぞれユウトの「コネクティドウィル」、アセリアの「エタニティーリムーバー」を受け継いだもので攻撃動作も簡易的にはなっているが受け継いでいる。「プチニティリムーバー」は『永劫』の力を使えないためエタニティーリムーバーのような威力は無く、世界の外に敵を追放することはできない（アセリアの持つ『永遠』は『永劫』が眠っている姿のためアセリアは一部ではあるが『永劫』の力を使うことができ、敵を世界の外に追放することができる）。
PSP版で永遠のアセリアのゲームデータがあるとスペシャルクエストが出来る。クリストクエストとは違い詰将棋では無いが、一部の敵はプロテクションスキルを持っている為、攻撃スキルの選択を間違えた場合はかなり苦戦する。
永遠神剣：第三位『悠久（ゆうきゅう）』
彼女が生まれた時から持っている槍型の神剣。その用途によって形状を変形させることが可能。その正体は第一位より上位の神剣である永遠神剣鞘『調律』が力を失い転生した姿。攻撃モーションは剣のように振り回すか、巨大化させてサーフボードのように飛び乗って突進するかのどちらかになる。
話をするときは鞘の形に見える
守護神獣：双子龍『青の存在、光の求め』
属性：マルチカラー
ユーフォリアの守護神獣、絡み合った2頭の龍の姿。精神的に幼いユーフォリアのことを常に気にかけている。

スバル＝セラフカ（声：滑川菊太郎）
生誕分枝世界：未来の世界
前世：北天神･協調の神/レオーラ･ダイム
貧富の差別化が進む未来の世界で、冨民層出身ながらスラム開放のために活動するレジスタンスの中心人物。望たちとの出会いによりシティの呪縛から解放され、かねてより外の世界に強い興味があったことから未来の世界の崩壊後は旅団に参加する。性格は物腰が柔らかく、真面目で仲間思い。外見からは分からないが体のほとんどが機械化されている。人間ではなく、いわゆるアンドロイドと呼ぶべき存在。未来の世界を管理するコンピューターによって操られていた。
永遠神剣：第六位『蒼穹（そうきゅう）』
弓矢の形状を持つスバルの永遠神剣。矢は周囲の空気から作り出すことができる。
守護神獣：グリフォン『スパース』
属性：白
グリフォンの姿をしたスバルの守護神獣。永遠神剣『蒼穹』の象徴たる存在。物腰は尊大だが、スバルに似て穏やかな性格。

### クリスト族
結晶の外では長時間活動することができない生命体。彼女たちの世界は既に滅んでいて傭兵として生活をしている。沙月に助けられた5人がパーティーの中に加わることになる。人手が足りない序盤の穴埋め要員であくまでも補助でしかないが、各属性色に応じた特徴的なスキルを一通り習得するため、最後まで使えないこともない。
聖なるかな外伝・精霊天翔 〜壊れゆく世界の少女たち〜および聖なるかな外伝・精霊天翔 〜Crystal Friends〜にて本来の武器で戦うことが出来る。
またPSP版聖なるかなのDLクエストでは彼女らのみで強敵を倒さなけれいけない。
道中の敵でも即ゲームオーバーになりかねないほど敵が強いく、所謂詰将棋式のゲームとなっている。苦労してクリアしても本編にフィードバックは無い。
クリスト・ミゥ
属性：白
クリスト族のリーダー。しっかり者で姉妹たちの面倒を見ている。沙月には感謝の気持ちを抱いている。
クリスト・ルゥ
属性：青
年齢より大人びた雰囲気を持つ。無口で無表情だが大食漢で、好物のメニューが出たときには態度が変わる。
クリスト・ポゥ
属性：緑
心優しいが小心者。趣味は読書で夢見がち。耳年増。
クリスト・ワゥ
属性：赤
結晶生命体の末っ子。活動的ではあるが、結晶の外から出てはぶっ倒れることが多い。
クリスト・ゼゥ
属性：黒
捻くれている。ミゥには懐いている反面、ワゥにはライバル心を抱いていてしょうもないことで喧嘩になることが多い。

### 光をもたらす者
自分達の世界を護るために、力の弱い分枝世界の破壊を画策している一団。
エヴォリア（声：鳩野比奈）
生誕分枝世界：幽玄の世界
まだ若い女性ながら「光をもたらすもの」の中核的存在。前世は慈悲の神。弱小世界を破壊しマナの開放することと、そのための手駒を集めることを目的とし暗躍している。故郷には妹がいる。青みがかった緑色のボブに、中東の踊り子風の衣装を身にまとっている外見。
その妹は死亡している事がPSP版のユーフォリアのスペシャルクエスト（アセリアのゲームデータが必要）で判明したが、いつ死亡したかは不明。
永遠神剣：第六位『雷火（らいか）』
腕輪型の永遠神剣。マナをエネルギー弾にして撃つことができる。
守護神獣：ゴーレム『ギムス』
属性：白
堅牢な装甲に守られたゴーレムの姿をした守護神獣。永遠神剣『雷火』の象徴たる存在。冷気を操る能力を持つ。言葉を発することはないがエヴォリアに対して忠誠を誓い彼女を守るために全力で戦う。

ベルバルザード（声：戸塚和也）
生誕分枝世界：緑青の世界
「光をもたらすもの」のメンバーの1人。エヴォリアに絶対の忠誠を誓っている。全身を包みこむ甲冑に、背負った鞘の中に納められている大量の武器など洋風の弁慶といった外見をしている。知らない人には「覆面武士」と見られるようである。
永遠神剣：第六位『重圧（じゅうあつ）』
薙刀の形状をしたベルバルザードの永遠神剣。かなりの重量がありベルバルザードでなければ持ち上げられない。
守護神獣：レットドラゴン『暴君ガリオパルサ』
属性：赤
ティラノサウルスのような姿をしたベルバルザードの守護神獣。永遠神剣『重圧』の象徴たる存在。見た目のままに、恐ろしく獰猛で攻撃的な性格をしているがベルバルザードがより恐ろしいので従っている。

### 物部学園
望たちの通う学園。学園祭を目前にして敷地ごと異世界へと飛ばされてしまう。歴史は古いが自由な校風で、生徒会の裁量幅が広い。
椿 早苗（つばき さなえ）（声：佐々部愛華）
望や希美達の担任教師。望の父親の教え子であることから、望と希美の幼少期からの知り合い。望の両親が行方不明になった後は、望の面倒を見てやっている。担当科目は現代国語。
森 信助（もり しんすけ）（声：波多野和俊）
望と希美のクラスメイトで望の親友。神剣組と非神剣組のパイプ役になったり、女の子たちに囲まれる望をうらやましがったり、ソルラスカを兄貴と慕い彼の教えるサバイバル教室に積極的に参加するなど物部学園男子代表的な役回りが多い。CGモードでのやり取りから幅広い性癖、フェチ、属性を持つことがわかる。また、絵が上手という特技も。
阿川 美里（あがわ みさと）（声：蓮香）
望と希美のクラスメイトで、希美の親友。写真が趣味で写真部所属。カメラマンになることが将来の目標。ものべーで訪れるさまざまな世界は彼女にとって被写体の宝庫。CGモードでは自称戦場カメラマンとして、レーメとの掛け合いを担当している。
完全な二次創作であり、公式設定では無いが物理的に美里がいる事が不可能なCG(ログ領域内や最終決戦)も彼女が撮影したことになっており、カメラが永遠神剣という設定がある。

### 剣の世界
ダラバ＝ウーザ（声：井原啓介）
前世：南天の剣神/ヤハラギ・ヤクシ
アイギア王国を滅ぼし建国した軍事国家グルン・ドラスの将軍であり、代表を務める最高権力者。アイギア王国で起こったクーデターの首謀者。自らの信念を貫くためならば、殺戮も平気でやってのける悪鬼の化身。アイギア王国とは何かしらの因縁がある。
永遠神剣：第六位『夜燭（やしょく）』
巨大な両手剣であるが抜群の切れ味を誇るダラバの永遠神剣。所有者に限界を超えた力を与えるが負担も大きい。
守護神獣：エレメンタル『レストアス』
属性：青
ダラバの守護神獣。永遠神剣『夜燭』の象徴たる存在。確固とした意思を持たない電気の塊で、ゆえに我の強いダラバに従っている。

クロムウェイ
カティマの所属するレジスタンスのリーダー。軍事国家グルン・ドラスを打倒すべく活動している。レジスタンスの中で、カティマが王女であることを知る数少ない人物の1人。

### 精霊の世界
ンギ（声：市井崑）
一つ目の精霊で、精霊族を率いる長老。光をもたらすものの口車に乗せられ栄養の供給源である精霊回廊を明け渡してしまう。人間を信用しておらず、なかなか多くを語ろうとしない。
レチェレ（声：文月かな）
酒場を切盛りしている少女。初めてこの世界を訪れた人間には無料で料理をふるまってくれる。精霊族が人間を虐殺したとする事件で両親を失うも彼女はルプトナに助けられ生き残る。このことから精霊族の無実を訴えている。
ロドヴィゴ（声：麻生敬太郎）
人間側の代表。精霊族に兄を殺されたと思い込んでおり、精霊族を恨んでいる。物部学園一行の世話をしてくれるなど本質的にはいい人である。真実（ミニオンによって殺された事）を知った後は精霊達と和解し、共にミニオンを追い払うのに協力した。その後もすぐにとはいかないが精霊に対する偏見を無くすように努力すると約束した。
普通の人間なのでマナの嵐を素通りすることができ、マナの嵐を発生させている装置を破壊することを買って出た。破壊するときに使った爆弾は本来は精霊たちを根絶やしにするつもりで用意したが和解後なのでその必要がなくなったため、装置を破壊するのに使った。街に戻る際には精霊たちに守ってもらったもよう

### 魔法の世界
フィロメーラ（声：彩世ゆう）
ナーヤの生活全般の世話をする美人のメイド。
ニーヤァ＝トトカ・ヴェラー（声：栗津貴詞）
ナーヤの兄。ザルツヴァイのもう1人の大統領。本来、立場上は彼の方が上なのだがその役目の多くは妹に押し付けている。そのくせ有能すぎる妹に嫉妬している。また選民思想な部分があり、他種族のことを快く思っていない。服が透ける眼鏡を開発しているらしい。

### 未来の世界
ショウ・エピルマ（声：taka）
スバルの親友。スラムの出身。既に世界が滅んでいることを知りつつもいつの日か世界が復活することを信じて同じ日常を繰り返す。異分子と見なされた望たちを排除するため何度も襲撃し、望たちの手助けをしたスバルにまで手を上げてしまうなどやや暴走気味な面の見られるが、全ては親友との日常を取り戻したいという純粋な思いゆえのことである。
永遠神剣：第六位『疑氷（ぎひょう）』
スバルと同じく、弓矢の形状を持つショウの永遠神剣。
守護神獣：コウモリ『血の渇き』
属性：黒
巨大なコウモリの姿をしたショウの守護神獣。永遠神剣『疑氷』の象徴たる存在。その翼に宇宙を宿す。ショウに従ってはいるが、高評価はしていない。

セントラル
未来の世界を統括しシティの中枢となるコンピューター。龍の姿をしたガーディアンを使いシティからシチズン以外のものを排除しようとしている。実は未来の世界が滅びに瀕した際にスバルの母親がセントラルと意識を同調したもので、偶然手に入れた『浄戒』の力を使い、同じ時間を繰り返しながらショウたちに異分子を排除させることで世界を維持し、その間に滅びを回避する方法を計算し続けていた。最終的に滅びを受け入れるべきだとの考えに至るも、これに逆上し暴走したショウに破壊されてしまう。

### 写しの世界
ナルカナ（声：一色ヒカル）
前作『永遠のアセリア』でも話題に登場した永遠神剣第一位『叢雲（むらくも）』の化身。『叢雲』は『力』、『意思』、『器』の3つに分けられており、ナルカナはそのうちの『意思』となる。第一位だけあってその力は絶大でその気になれば一太刀で分枝世界を滅ぼしてしまえるほど（ただし本人にはその気は全くない）。それゆえにその力を狙うものも多く出雲で管理されている。その気性は激しく非常にワガママでその被害にあった世話する出雲の巫女には自然災害として保険が下りるとか。漫画が大好きで旅団と合流してからは望の部屋に入り浸っては漫画を読みふけっている。
ナルというマナと相反する物質を内包するために危険視され、永遠神剣第一位『聖威』やその協力者であるローガス（カオス・エターナルのリーダーで永遠神剣第一位『運命』の主）らによって時間樹に封印されている。つまり時間樹は彼女を封じるための牢獄である。実は（普段の言動からは信じられないことに）自身のナル化マナが時間樹に生きる者達に悪影響をおよぼす可能性を危惧していて、いずれは時間樹を抜け出すことを望み、それがかなったあかつきには（普段の言動からも予想できるが）ローガスをボコボコにする予定である。また、ナルの影響を懸念して主を得ることにも消極的になってしまい、自分を落ちこぼれだと思っている。しかし本当は主が欲しいと思っている。「次元くじら＝竜田揚げ」と考えている節がある。なお、人気投票では2位だった。出雲の代表である環には頭が上がらない。旅団の「バカ組」の一人。
永遠神剣：第一位『叢雲の意志』
時間樹エト･カ･リファの頂点に立つ神剣であり、ナルカナのもう一つの実体として剣の形をしている。
守護神獣：『転生と誕生の翼』
属性：赤
不死鳥の姿をしたナルカナの守護神獣。永遠神剣『叢雲』の象徴たる存在。死と復活を繰り返すことで永遠の命を体現している。
倉橋 環（くらはし たまき）（声：松本あゆな）
出雲（組織の名称）の代表。倉橋一族の長として全国の出雲を取り仕切っている。ナルカナが比較的言うことを聞く人物らしい。時深の姉的存在。ナルカナによって力を与えられた準エターナル。
倉橋 時深（くらはし ときみ）（声：鳩野比奈）
環の妹。前作『永遠のアセリア』の主人公・高嶺悠人を異世界へと誘った戦巫女。カオス・エターナルの一員。ユーフィーとは両親共々面識がある。ユーフィー自身は覚えていないが、初対面の際、悠人が彼女に刷り込んでいたある言葉によって、悲劇は起きた。
永遠神剣：第三位『時詠（ときよみ）』
時深が最初に契約し、主に使用している神剣。時間を操作する能力がある。
永遠神剣：第三位『時果（ときはて）』
時深の持つ第二の神剣。非常に強い力と特殊な能力を持つが、なぜか写しの世界でしか使用できない。
永遠神剣：第二位『時逆（ときさか）』
時深の持つ第三の神剣。時深がナルカナに与えられた「楯の力」で、時間を移動することが出来るという非常に強力な力を秘めているが、その能力は自ら封印しており、滅多に使わない。また、どの神剣の能力であるかは不明だが、他の神剣の力を高める能力も持っている。
そもそもなぜ1人のエターナルが三本も神剣を持っているのかも不明である。ついでに、三本とも「聖なるかな」作中ではほとんど出てこない。

綺羅（きら）（声：海みちる）
出雲を訪れた望たちの案内役を勤める。狗神族でその外見は一言で言うと犬耳巫女。
作中では触れられていないが、時深の式神である。
高嶺 佳織（たかみね かおり）（声：乃田あす実）　
前作『永遠のアセリア』の主人公・高嶺悠人の義妹。前作でトレードマークであったウサギの帽子「なぽりたん」は贈り主である悠人がエターナルとなったためかぶっていないが、『求め』の欠片をあしらえたペンダントは大事に付けている。
夏 小鳥（なつ ことり）（声：文月かな）
佳織の親友。非常に活発な性格で、おとなしい性格の佳織とある意味バランスが取れている。

### 神々たち
ジルオル･セドカ（声：島崎比呂）
望の前世。『浄戒』の神名により世界浄化の役目を与えられ破壊の限りを尽くしていたことから「破壊神」として恐れられている。望に転生してからは望の体を奪おうと望の意識に幾度と無く干渉してくる。実は時間樹創造時の最初の5人の1人で、エターナルと同等以上の極めて高密度で強大な力を持つ存在だが、その力を時間樹創造の起爆剤とするため、永遠神剣第二位『星天』にぶつけられ力を砕かれてしまい、その後も時間樹最深部に拘束され記憶と力を奪い続けられていた。ナルカナと出会い『黎明』を受け取ったことで、かつてほどではないが力を得て、最深部から抜け出すことができたが、今度は管理神に「浄戒」の神名を刻まれたため、後に「破壊神」と恐れられる理由となる世界浄化の際のマナ回収の役目を背負わされることになってしまう。なお、時間樹創造の際に砕かれた力の欠片はほぼ全ての神々の基及び時間樹そのものとなっている。シナリオによっては本心を明かすことがある。実はローガスが『叢雲』封印のために『聖威』に提供した存在。
セフィリカ・イルン（声：白井綾乃）
沙月の前世。時間樹創造時の最初の5人の1人。時間樹に幽閉されていたときのジルオルの唯一の話し相手。ログ領域に残された沙月がナル化マナに侵食された際に覚醒する。当初は時間樹最深部に拘束されていたジルオルの話し相手となり力を分け続けていたが、管理神により『叢雲の器』としての調整を施され、その結果心を破壊されてしまった。転生体である沙月は『叢雲の器』に適した者として、サルバルにより造り出された存在であり、セフィリカの転生もサルバルによる意図的なものである。ローガスが『叢雲』封印のために『聖威』に提供した存在。
ファイム・ナルス（声：青山ゆかり）
希美の前世。北天神。「浄戒」に対して絶対的な力を持つ「相剋」の神名を持ち、世界浄化において破壊によりマナを回収したジルオルを殺すことで、マナを開放する役目を与えられている。希美に移された「相剋」の力を抑えるため、一時期希美と人格が入れ替わるが、そのときは無口、無表情ではあるが望に対して好意的で常に後ろを付いて歩き（トイレ、風呂含む）、就寝時には寝床の用意もしてくれる。後に希美と「相剋」の力を半分に分け合うことで抑えることが可能となり人格は元に戻るが、強い衝撃を受けるたびに人格が入れ替わるという副作用が残る。通称「裏のぞみん」（事情を知らない神剣組以外の仲間には人格が入れ替わった状態を、希美が病気になったと伝えられたため）。なお、「相剋」の神名はエト・カ・リファからではなく管理神によって刻まれたものであり、絶大な力を持つジルオルおよびその転生体への抑えの切り札としての手駒という意味合いも持つ。なお希美への転生はエトル･エデガの意図によるもの。「相剋」は意思として存在しておりファイムとは別人。
ルツルジ･ソゾア（声：中田純）
絶の前世。「滅び」の神名を持つ。ジルオルが最後に戦った相手でジルオルと同様に神々を斬ってそのマナを吸収していた様子。戦いの中でジルオルとの間に友情に近い感情が芽生えるも、「滅び」の神名の宿命により与えられた時間は残り少なく、ジルオルとの決着の最中に自決した。
ヒメオラ･オーリ
ナーヤの前世。南天神。ジルオルに懐いていた神格だったようだが南天神に殺された。このことでナルカナが激怒している。ジルオルとは違ってナーヤの意識を侵食しないことやストーリーであまり語られることがないので印象が薄い。
ナルカナの数少ない親友で、彼女の死がきっかけとなりナルカナを中心とした南北天戦争が起こった。
実は南天神最強の存在で、破壊神としてのジルオルより強かった。
エトル・ガバナ（声：窪田吾朗）
理想幹にて時間樹の管理を任されている管理神の1人。北天神。「理想幹神」を自称して本来の役目を逸脱した行動をするようになる。非常に慎重な性格で、少しでも不利益になりそうなことがあれば極力排除しようとする。時間樹のログ領域に記録されている過去の行動パターンを元にあたかも未来を予見しているかのように先手を打ってくるが、反面ほとんど情報がない時間樹外の存在にはめっぽう弱い。高位の聖職者のような出で立ちと言葉遣いをしている。切り札としてナル化マナの制御法の研究をしていたが、完成前に望たち旅団に追い詰められ、先に討たれたエデガをナル化の実験台兼捨て駒としてその場はしのぐも、直後に現れたイャガにその正体を知る間もなく食べられてしまう。死亡の直前はイャガの能力により自身の身体が喰われていく事態に理解が追い付かず、夢と思い込むなど現実逃避してしまっていた。このとき持ち出したナル化マナが時間樹を不安定にさせる要因となり、シナリオによっては一度完全にリセットが必要な状態にまで追い込んでしまう。
永遠神剣：第四位『栄耀（えいよう）』
単眼を持つ魔法具の形状をした永遠神剣。所有者に智と富を与える。
守護神獣：『滅びの指』
属性：黒
妖艶な女性の姿をした永遠神剣『栄耀』の象徴たる存在。加虐的な嗜好を持ち、無数の触手で獲物を縛りいたぶることを好むため、計画遂行を第一とするエトルとはよく対立する。
エデガ・エンプル（声：中田純）
理想幹にて時間樹の管理を任されている管理神の1人。北天神。エトルと共に「理想幹神」を自称し己が欲と理想のために分枝世界の運命を弄ぶようになる。目的のためなら多少の犠牲はものとせず、エトルと対立した際も決して自分の意志を曲げることはない。最終的には追い詰められたエトルによって逃げ出す囮として戦闘中にナル化の実験台にされてしまい、そのまま敗れて戦死する。
永遠神剣：第四位『伝承（でんしょう）』
錫杖型の永遠神剣。所有者に根源たるマナを操る力を与える。
守護神獣：『全能のパーサー』
属性：マルチカラー
4本の腕を持つ屈強な巨人の姿をした永遠神剣『伝承』の象徴たる存在。非常に強い破壊衝動を持ち攻撃対象は徹底的に破壊しつくし、それすらなくなると4本腕どうしで戦い始めるためエデガはこれを抑えるのにかなり苦労しているらしい。

イスベル
かつてジルオルに滅ぼされた南天神の一人。「浄戒」の力で神名を断ち切られたため転生出来ず、怨念のみで生き残っている。同じ南天神で怨念のみの存在となったウル、ゴルトゥン、ロコと共に不穏な動きを見せている。怨念のみの存在となっても神としてのプライドがあるようで自らが活動しなければならない状況をよしとは思っていない。実はエヴォリアを裏で操っていた存在で、エヴォリアは家族のいる故郷の世界を人質にとられたために南天神に従っていた。
エト・カ・リファ（声：野中紅緒）
自らの神剣を時間樹エト・カ・リファとした最高神にして創造神。神名のシステムも彼女が作り出したもの。時間樹は『叢雲』を封じるための牢獄として作られたものであり、彼女はその機能の維持を最優先としている。そのためエトルたちが持ち出したナル化マナの影響で時間樹に歪みが生じた際、そこに生きるものを省みず全ての分枝世界をマナに還し時間樹を再構築しようとした。
永遠神剣：第二位『星天（せいてん）』
エト・カ・リファの永遠神剣。片刃の大剣の形状であるが今は時間樹そのものとなっている。

### エターナル
イャガ（声：松田美菜）
通り名は「赦しのイャガ」または「最後の聖母イャガ」。ロウ・エターナルに属する。本来は時間樹外の宇宙を行動範囲としているが、とある目的のため、時間樹世界にやって来た。通称「裸族」。イャガの目的は、全てと同化することで罪を犯す因子をなくし、他者の罪を赦すことにある。この同化への欲求は空腹感として現れるため、イャガは常に満たされることのない空腹を抱えている。時間樹外の存在ではあるが、外部から訪れた者であっても創造神であるエト･カ・リファの神名システムから逃れることが出来ないため、自らを無数の分身に分けることで、それから逃れることに成功している。また、シナリオによっては、ナルカナの持つナルを取り込みナル･エターナル（ナル・イャガ）となり、もともとのエターナルのときを遥かに超える強大な力を有することになり、それは格上であったナルカナをも凌駕するに至るほど（通常マナ存在は、ナルに触れるとマナがナルに変換され暴走するが、イャガはそれを押さえ込んで、その力を行使することが出来る）。その際、神獣パララルネクスはナルに食われ、ナル化存在と化す。反面、シナリオによってはただのお腹をすかせた人で終わってしまうこともある。
永遠神剣：第二位『赦し（ゆるし）』
短刀の形をしたイャガの永遠神剣。
神獣：次元くじら『パララルネクス』
属性：白
イャガの守護神獣。永遠神剣『赦し』の象徴たる存在。希美の神獣、ものべーと同じ次元くじらで、性格も大人しい。

## 分枝世界
元々の世界
望たちが暮らしていた世界。「物部学園」は日本の東京都にある。日本が存在する点から、我々の世界と非常に似通った世界であることがわかる。
剣の世界
一般にイメージするところの剣と魔法の世界。文化や風俗はヨーロッパの中世と酷似しているが動物のサイズが少々大きい傾向にある。
精霊の世界
広大な森に覆われた世界。太い精霊回路を持つため多くの精霊が存在し、精霊信仰も盛ん。精霊回路の影響で常識では考えられないほど巨大な樹が育ち、人々はこの大樹の上に町を作りそこで生活をしている。また、複数の小さな世界が一つの世界のようにまとまっているため、世界間での行き来が活発でもある。
魔法の世界
魔法というよりは、科学技術が進みすぎて魔法と区別がつかなくなったような世界。空中に浮かぶ「支えの塔」と複数の浮島から構成され、各浮島間はワープポイントによって移動する。猫耳と猫尻尾の生えたトトカ一族が支配していて差別思想が蔓延している。
未来の世界
現代の技術が大幅に進んだような世界。富裕層が住む「シティ」と貧困層が住む「スラム」に分かれ、争いが絶えない。状況を変えようと、ショウとスバル率いるレジスタンスが奮闘している。実はこの世界は既に滅びを迎えており、破壊神の神名のひとつ『浄戒』の力で辛うじて維持している。シティのセントラルはショウとスバルに『浄戒』の力の一部を分け与え、時間を操作して同じ時間を繰り返しつつ異分子を排除させ、その間に滅びを回避する手段を模索していた。世界の維持のため、住人は全て機械の体になっている。
枯れた世界
元は平和な世界であったが、「理想幹神」から滅びを宣言され、マナが枯渇してしまう。絶望の淵に立たされた人々は『暁天』の使い手である絶を残し、神剣に自らの命を捧げ、「理想幹神」に復讐するための力となる。
写しの世界
前作『永遠のアセリア』の主人公である高嶺悠人の生誕分枝世界で、前作では「ハイ・ペリア（現代世界）」と呼ばれていた。物部学園のみんなが「元々の世界」と勘違いしてしまうほど類似点が多い平行世界的な世界。第一位の永遠神剣『叢雲』が管理されている。
争いの世界
スペシャルファンディスクに登場するソルラスカの世界。「チンギス・ハンが生きていた頃のモンゴル」の一言で説明できてしまう、草原と遊牧民の世界で、定住化が始まった事を契機に戦国時代のような状況になっている。

## 用語
時間樹
複数のパラレルワールド（分枝世界）を抱えている巨大な樹。分枝世界が増えすぎた影響で、枯死の危機に瀕している。
転生体
前世が神であった人のことを指す。その魂にオリハルコンネーム（聖なる神名）と呼ばれる神としての魂の名前を持ち、覚醒することで人から神へと近づいていく。
永遠神剣
神からの転生体が所持する武器の名称。神剣と呼称されてはいるが、実際には、槍や弓矢等の別の形状を持つものも多く、さらには本やランタンなど一般的には武器とは言い難い形状のものまである。一部の例外を除き神剣には第十位から第一位までの階位が存在し、数字が小さくなるほど強力な威力を秘めているが、数字が小さくなるほどその存在は少なくなっていく。
本作中には、本編の内容上の説明等のみで登場したが第一位の上に『天位:永劫』『地位:刹那』『鞘:調律』と呼ばれる3本の神剣が存在し、「叢雲」は「刹那」の眷属である。ゆえに、「叢雲」の力の一部である望の「黎明」と絶の「暁天」及び、ナルカナによって生み出されたルプトナの「揺籃」と倉橋時深の神剣「時逆」「時詠」「時果」は、地位系統に属する永遠神剣である。
守護神獣
永遠神剣を所持する転生体を守護する永遠神剣の象徴たる存在。永遠神剣に宿った意思が具現化したもの。主に絶対の忠誠を誓っており、主が転生しても付き従い護り続ける。キャラクター固有のサポートスキル発動時に登場する。各神獣には色々と設定があるものの、アドベンチャーパートには望たち主要メンバー以外の神剣使いの神獣はあまり登場しない。なお、レーメによれば神獣の姿は神剣使いの深層意識によって決定されるらしい。
エターナル
第三位以上の上位永遠神剣に認められた者たちの総称。生命体としての寿命が無くなり、殺されない限り死ぬことは無い。一度世界から出てしまうと、その世界で接してきた人々の記憶から消えてしまう。普段は、時間樹外を活動範囲にしている。

## 聖なるかな -The Spirit of Eternity Sword 2-
2007年8月3日にザウスより発売された。初回限定版には、Windows版『永遠のアセリア -この大地の果てで-』とオリジナルサウンドトラックが同梱。美少女ゲームアワード2007グラフィック賞受賞。
2012年4月19日には、サイバーフロントよりPlayStation Portable (PSP) 版『聖なるかな -オリハルコンの名の下に-』が発売された。シナリオ改訂や新規オープニングムービー収録に加え、PSP版『永遠のアセリア -この大地の果てで-』のデータと連動することでスペシャルミッションが出現する。さらに、追加ミッションが3回にわたって配信された。ダウンロード版ソフトにはこの追加ミッションが最初から含まれている。

### スタッフ
- 企画：高瀬奈緒文
- 原画：まさはる / 人丸
- 神獣デザイン：人丸
- 音楽：たくまる
- シナリオ：高瀬奈緒文 / 折畑啓助
- タイトルロゴ：凛華

### 主題歌
- エンディング1「聖なるかな」
  - 作詞：吉田ユースケ
  - 作曲：matur suksema
  - 歌：川村ゆみ
- エンディング2「オリハルコンの名の下に」
  - 作詞：吉田ユースケ
  - 作曲：matur suksema
  - 歌：川村ゆみ
- 挿入歌「永遠のアセリア〜聖なるアレンジ〜」
  - 歌：川村ゆみ

## 聖なるかなスペシャルファンディスク
2008年7月25日にザウスより発売されたファンディスク。
『聖なるかな』の後日談を、三章構成のアドベンチャー形式で描いた『assort』と、永遠神剣に関するクイズに挑戦する『永遠神剣QUIZ』の二部構成になっている。

### ストーリー（ファンディスク）
ナナシの章
タリアの章
旅団の一員として任務に奔走していたタリアとソルラスカの二人。一仕事を終えて、一刻も早く報告を終えようと本拠のある魔法の世界に戻ろうとしていたタリアであったが、ソルラスカの妹であるハキュレタの願いということもあって、ソルラスカの世界に立ち寄ることになった。ハキュレタやソルラスカが率いる部族の歓待を受ける二人であったが、そこへ希美とナナシの二人がやってくる。
ソルラスカが主役といっても過言ではない物語で、友情に厚い漢としての一面が描かれている。また、黒い牙や漂う泡など、各キャラクターの神獣たちが登場しており、ナナシとレーメとものべー以外はあまり登場することのなかった本編での補完がなされている。
聖レーメの章

### スタッフ（ファンディスク）
- 企画：高瀬奈緒文
- 原画：まさはる
- 音楽：たくまる
- シナリオ：藤原休樹 with 企画屋/よしゆう
- タイトルロゴ：凛華

### 主題歌（ファンディスク）
- 「遠くへ」
  - 作詞：吉田ユースケ/原口美和
  - 作曲：たくまる
  - 歌：川村ゆみ

## 聖なるかな外伝・精霊天翔 〜壊れゆく世界の少女たち〜
『聖なるかな -The Spirit of Eternity Sword 2-』に出てきたサブキャラであるクリスト族の5人の元々の世界の話である。
最終的には滅ぶことが決定している世界の話なので、基本的にハッピーエンドにはならない。
キャラクターについては永遠神剣シリーズの登場人物#クリスト族を参照。

## 聖なるかな外伝・精霊天翔 〜Crystal Friends〜
『聖なるかな外伝・精霊天翔 〜壊れゆく世界の少女たち〜』のファンディスクである。
エピローグにて『聖なるかな』本編の主要キャラクターであるレーメと沙月が登場している。

## 小説
- 聖なるかな 〜光をもたらす者編〜（ハーヴェスト出版刊、小形聖史・著、白凪マサ・画）
  - 上巻 2008年8月発売 ISBN 4-434-12022-0
  - 下巻 2008年10月発売 ISBN 4-434-12210-X

ハーヴェスト出版は前作でもノベライズしているが、今回はHシーンなしのなごみ文庫レーベルで発売。